# Killaktór
Killaktór (Kr. u. I. század – Kr. u. II. század?) görög epigrammaköltő.
Az Anthologia Graecában két, meglehetősen szabadszájú epigrammával képviselteti magát. Az egyik epigramma:
Nincs jobb, mint a baszás; ki ne tudná? Jaj, de ha pénzt kell
 költeni rá, keserűbb még a hunyor se lehet.